# Breakthrough Energy
Breakthrough Energy (bedeutet auf deutsch Energie Durchbruch) ist der Dachname mehrerer Organisationen, die 2015 von Bill Gates gegründet wurden und darauf abzielen, Innovationen im Bereich der nachhaltigen Energie und anderer Technologien zur Reduzierung von Treibhausgasemissionen zu beschleunigen. Sie investieren in eine Reihe von Start-up-Unternehmen, die versuchen, neue Konzepte wie Kernfusion, Batterien mit großer Kapazität zur Speicherung erneuerbarer Energien und Biokraftstoffe auf Basis von Mikroben zu vermarkten. Firmensitz ist in Kirkland, Washington.
2020 wurde von Breakthrough Energy das „European Green Hydrogen Acceleration Center“ gegründet. Die Allianz will dabei helfen, in Europa eine Wasserstoffindustrie aufzubauen und will dafür in Zusammenarbeit mit der Europäischen Union 100 Millionen US-Dollar investieren.

## Mitglieder
Die Gruppe wird von Bill Gates angeführt, der zuvor eine persönliche Investition von 2 Milliarden Dollar angekündigt hatte, und umfasst:
- Jeff Bezos
- Marc Benioff
- Michael Bloomberg
- Richard Branson
- Reid Hoffman
- Jack Ma
- George Soros
- Tom Steyer
- Meg Whitman
- Mark Zuckerberg
- Universität von Kalifornien, der einzige institutionelle Investor bei der Gründung
- Nat Simons
- Mukesh Ambani